# ジャック・エティエンヌ・ゲイ

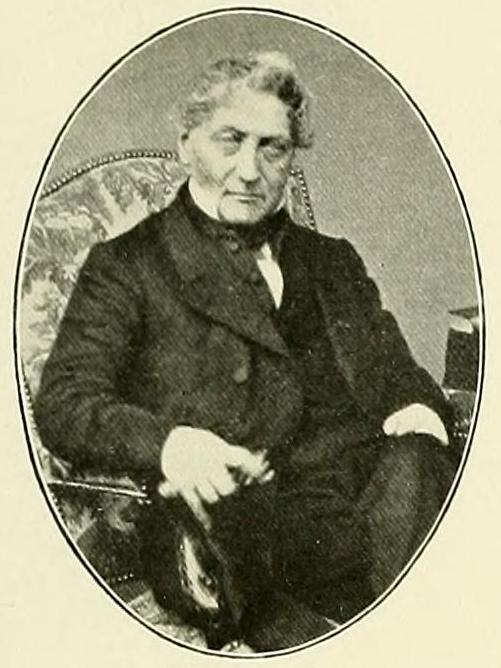
Jacques Étienne Gay

ジャック・エティエンヌ・ゲイ（Jacques Étienne Gay、1786年10月11日 - 1864年1月16日）はスイス生まれで後にフランスで働いた植物学者である。
ジュネーブ近くのニヨンで生まれた。植物学に興味を持ち、植物学者のジャン・ゴーダン（Jean François Aimée Gaudin）のもとでスイスの高山植物の収集を行い、その成果はゴーダンの『スイスの植物』（"Flora Helvetica"）に収められた。1811年にパリに移り、セモンヴィル侯爵（Charles Louis Huguet, marquis de Sémonville）のもとで働いた。1818年から植物学の多くの著作を行った。
アオイ科の属名、Gaya Kunth や、ヒルムシロ科の種、Potamogeton gayi A.Benn., 1892 に献名されている。 

## 著作
- Monographie des cinq genres de plantes que comprend la tribu des Lasiopetalees dans la famille des Buttneriacees (1821)
- "Recherches sur les caractères de la végétation du fraisier et sur la distribution géographique de ses espèces, avec la description de deux nouvelles." in Annales des Sciences Naturelles (Botanique) 4th ser. 8: 185-208 (1857)